# Guinea-Bissaus historia
Guinea-Bissaus historia kännetecknas av områdets relationer till de omgivande stormakterna Maliriket, senare Songhairiket och Portugal genom dess kolonier på kusten. Landets nuvarande gränser är, som de flesta afrikanska nationsgränser, helt en konstruktion av kolonialmakterna, men hela det område som i dag utgör Guinea-Bissau var under medeltiden en del av kungadömet Gabu.

## Förhistoria
Västafrika befolkades troligen omkring 12 000 f.Kr. på 4000-talet f.Kr. ledde en ny invandringsvåg till att jordbruk och tamboskap infördes i regionen. På 3000-talet f.Kr. bildades Sahara, och skärmade av södra och västra Västafrika från medelhavsreigonen. Kontakten återupprättades under århundraden före noll, då handelsvägar upprättades över öknen.

## Maliriket och kungadömet Gabu
Någon gång på 1200-talet uppstod ett mandinkarike i nuvarande Senegal, Gambia och Guinea-Bissau, som senare skulle bli känt som kungadömet Gabu. I början av 1300-talet införlivades stora delar av kungadömet i Maliriket, som ett vice-kungadöme (tinkuru), en lydstat till Mali.
Under mandikastyret drabbades många ursprungsfolk i regionen av den sahariska slavhandeln, då fångar såldes till arabiska köpmän.
När Maliriket på 1400-talet förlorade i makt gentemot det framväxande Songhairiket fick kungadömet Gabu ökat självstyre, och från 1537 var det ett självständigt rike.

## Kolonisering och slavhandel
På 1500-talet anlände de första portugiserna, som anlade ett par handelsstationer längs kusten. Under en period skedde också en kolonisering från inlandet, av Fulanifolk. Gaburiket gick slutligen under på 1700-talet, och lämnade efter sig flera småriken i inlandet och den portugisiska kolonin Portugisiska Guinea på kusten.
Slavhandeln kom att bli regionens största ekonomiska sektor, som gjorde flera småriken i inlandet mycket rika. De europeiska kolonisatörerna hölls dock länge borta från inlandet, som utforskades av först en bit in på 1800-talet. Portugiserna var i princip förvisade till hamnarna i Bissau och Cacheu.
På 1790-talet försökte också Storbritannien anlägga en koloni i området, på ön Bolama, men fick ge upp.

## Portugisisk spannmålsfabrik
När slavhandeln försvann gjorde det portugisiska kolonialstyret Guinea till en ren spannmålsleverantör, där all produktion och handel sköttes av ett portugisiskt monopol: Unio Fabril. All annan ekonomi slogs i spillror och befolkningen drabbades hårt, med en spädbarnsdödlighet så hög som 60 procent under 1950-talet och i princip ingen möjlighet till högre utbildning för lokalbefolkningen.

## Självständighet
Afrikanska partiet för självständighet åt Guinea och Kap Verde (PAIGC), grundat av Amilcar Cabral, inledde 1956 ett gerilla krig mot kolonialmakten. PAIGC kunde, med hjälp av den täta terrängen och stöd från bland andra Kuba, Kina och Sovjetunionen, snart ta kontroll över större delen av kolonin. Den 24 september 1973 utropade sig landet ensidigt självständigt. Efter Nejlikerevolutionen i Portugal nästa år erkändes självständigheten också av den forna kolonialmakten.
Efter självständigheten genomfördes flera ökända massakrer på soldader som slagits på portugisernas sida, något PAIGC senare erkänt.
Amilcar Cabral mördades samma år som självständigheten erkändes, 1974, och hans bror Luis de Almeida Cabral blev landets förste president. Guinea-Bissau präglades av förtryck och enpartisystem. 1980 tog premiärministern sedan 1978, João Bernardo Vieira makten i en statskupp, varefter han ökade förtrycket och genomförde utrensningar av oliktänkande.
Med en allt svagare samhällsekonomi infördes 1991 flerpartisystem men Vieira lyckades hålla sig kvar vid makten för PAIGC:s räkning. De första demokratiska valen hölls 1994, där João Bernardo Vieira vann presidentposten mot huvudmotståndaren Kumba Ialá.
1997 bytte man valuta till den gemensamma västafrikanska CFA-francen, då hyperinflation på den då inhemska valutan peson gjort handel svår.

## Inbördeskriget
1998 inledde ett militäruppror ett blodigt inbördeskrig som ledde till presidentens fall 1999. Landet styrdes av en militärjunta till dess att val hölls år 2000, varvid Kumba Ialá blev ny president. I september 2003 visade militären åter sin makt genom att avsätta Ialá i en oblodig militärkupp, med motiveringen att han misslyckats med att lösa landets problem. En interimspresident tillsattes.

## Efter kriget
Presidentval genomfördes efter många förseningar 2005 och João Bernardo Vieira valdes åter till president (i konkurrens med bland andra Ialá) efter fem år i exil i Portugal. År 2006 och präglades av politisk instabilitet. Efter en regeringsombildning i april 2007 har det politiska läget stabiliserats. 2008 genomfördes ett misslyckat kuppförsök i landet, efter ett parlamentsval där Vieiras PAIGC tagit hem majoriteten av platserna, trots att huvudmotständaren Ialá anklagat honom för att vara en av de drivande krafterna i narkotikahandeln i landet. 2009 mördades dock av João Bernardo Vieira, troligen av soldater i landets militär.